# تولدم مبارک
تولدم مبارک (به انگلیسی: Happy Birthday to Me) یک فیلم اسلشر و وحشت روان‌شناختی کانادایی-آمریکایی محصول سال ۱۹۸۱ میلادی به کارگردانی جی. لی تامپسون با بازی ملیسا سو اندرسون و گلن فورد است. داستان فیلم برای شش قتل وحشیانه‌ای است که در روز تولد رئیس یک دبیرستانی رخ داده‌است.

## باکس آفیس
تولدم مبارک در ۱۵ مه ۱۹۸۱ در ایالات متحده و کانادا افتتاح شد. مجموعاً ۱۰ میلیون دلار در گیشه آمریکای شمالی درآمد کسب کرد.